# 丹泉酒
丹泉酒是廣西南丹县出产的一系列白酒，源于1956年5月当局将当地内裕丰、朱林记等数家酒坊赎买合并后成立的南丹县地方国营酿酒厂；改革开放后，更名为国营南丹县酒厂。酒厂最初生产米香型白酒，2003年7月被丹泉集团以五亿元收购成为民企后开始生产酱香型白酒和浓香型白酒。

## 外部連結
- 丹泉酒官方網站 （页面存档备份，存于）